# Georg Rosbigalle
Georg Rosbigalle (* 12. August 1926 in Breslau; † 15. Juni 2012 in Erfurt) war ein deutscher Fußballspieler.

## Werdegang
Georg Rosbigalle sammelte in Breslau schon vor dem Zweiten Weltkrieg Erfahrungen in der ersten Mannschaft des Breslauer FV 06, die in der Gauliga Schlesien spielte. Nach dem Krieg war er zunächst bei der SG Kirchheim, Motor Ichtershausen und Motor Gotha aktiv, bevor er 1952 zu Turbine Erfurt kam. Für die Erfurter spielte der linke Mittelfeldspieler bis 1963 insgesamt 185-mal in der DDR-Oberliga und erzielte 28 Tore. Außerdem spielte er 21-mal im FDGB-Pokal und 23-mal in der zweitklassigen DDR-Liga. Insgesamt bestritt Rosbigalle 229 Pflichtspiele und schoss 34 Tore. In den Jahren 1954 und 1955 wurde er mit Turbine Erfurt DDR-Meister. Am 3. Februar 1955 nahm Rosbigalle in der Deutschen Sporthalle in der Berliner Stalinallee vom Stellvertreter des Vorsitzenden des Ministerrats, Walter Ulbricht, die staatliche Auszeichnung Meister des Sports entgegen und war somit einer von elf Fußballspielern der DDR, die an jenem Tag diese Ehrung erhielten.
Rosbigalle stand 1952 bei den ersten beiden Länderspielen der Fußballnationalmannschaft der DDR auf dem Platz. Am 21. September verlor die Mannschaft in Warschau gegen die polnische Nationalmannschaft mit 0:3, am 26. Oktober gab es in Bukarest gegen Rumänien eine 1:3-Niederlage.
Nach seiner aktiven Laufbahn studierte Rosbigalle an der DHfK in Leipzig, wurde Sportlehrer und war in der Folgezeit Co-Trainer, u. a. beim FC Rot-Weiß Erfurt und beim 1. FC Lokomotive Leipzig. Als Cheftrainer war er von 1969 bis 1971 bei der BSG Kali-Werra Tiefenort tätig.
Georg Rosbigalle verstarb am 15. Juni 2012 im Alter von 85 Jahren in Erfurt.

## Erfolge
- DDR-Meister: 1954, 1955 (mit Turbine Erfurt)

## Auszeichnungen
- Meister des Sports: 1955